# Svatý Kříž (Havlíčkův Brod)

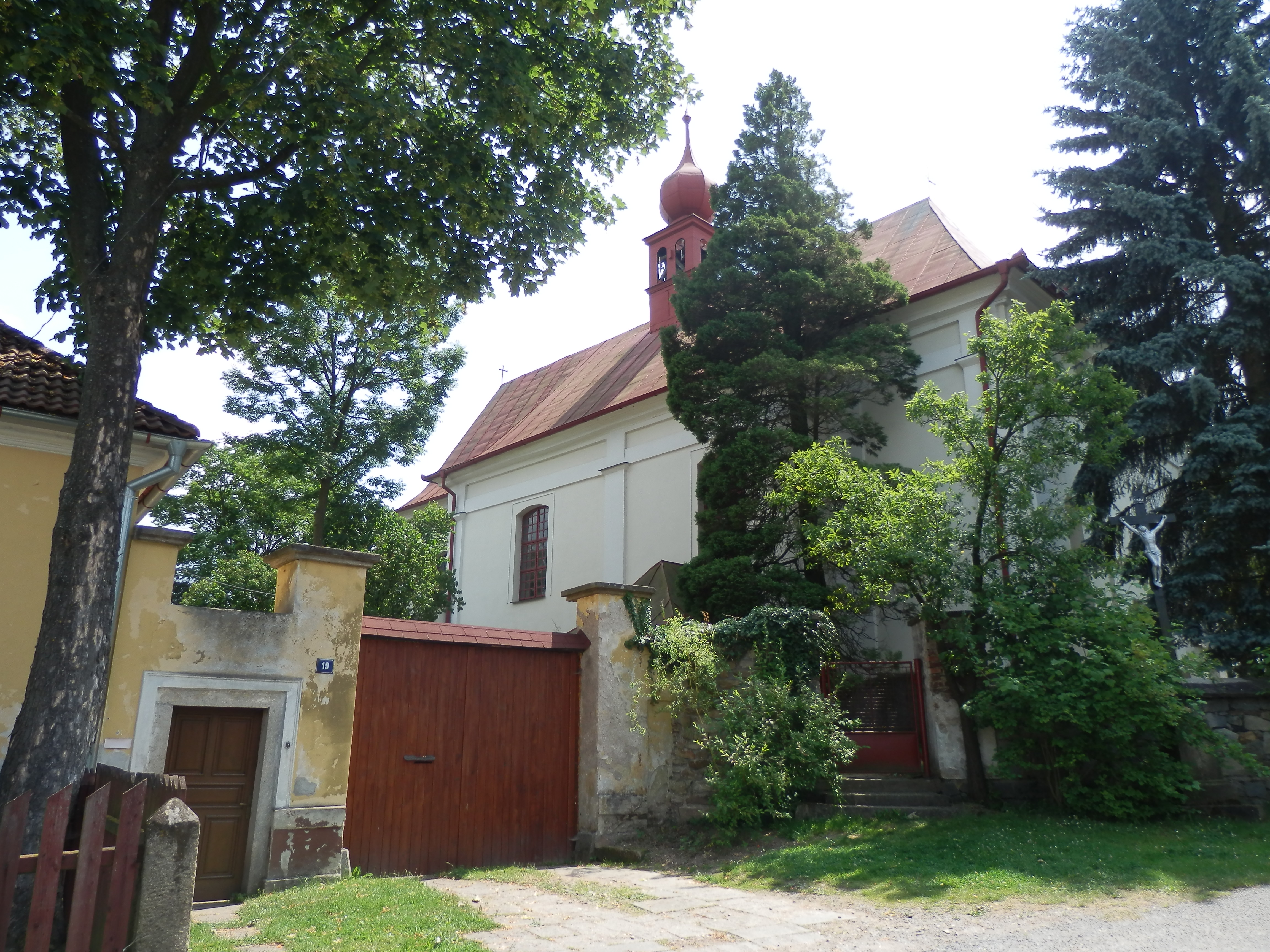
Kirche der hl. Kreuzerfindung

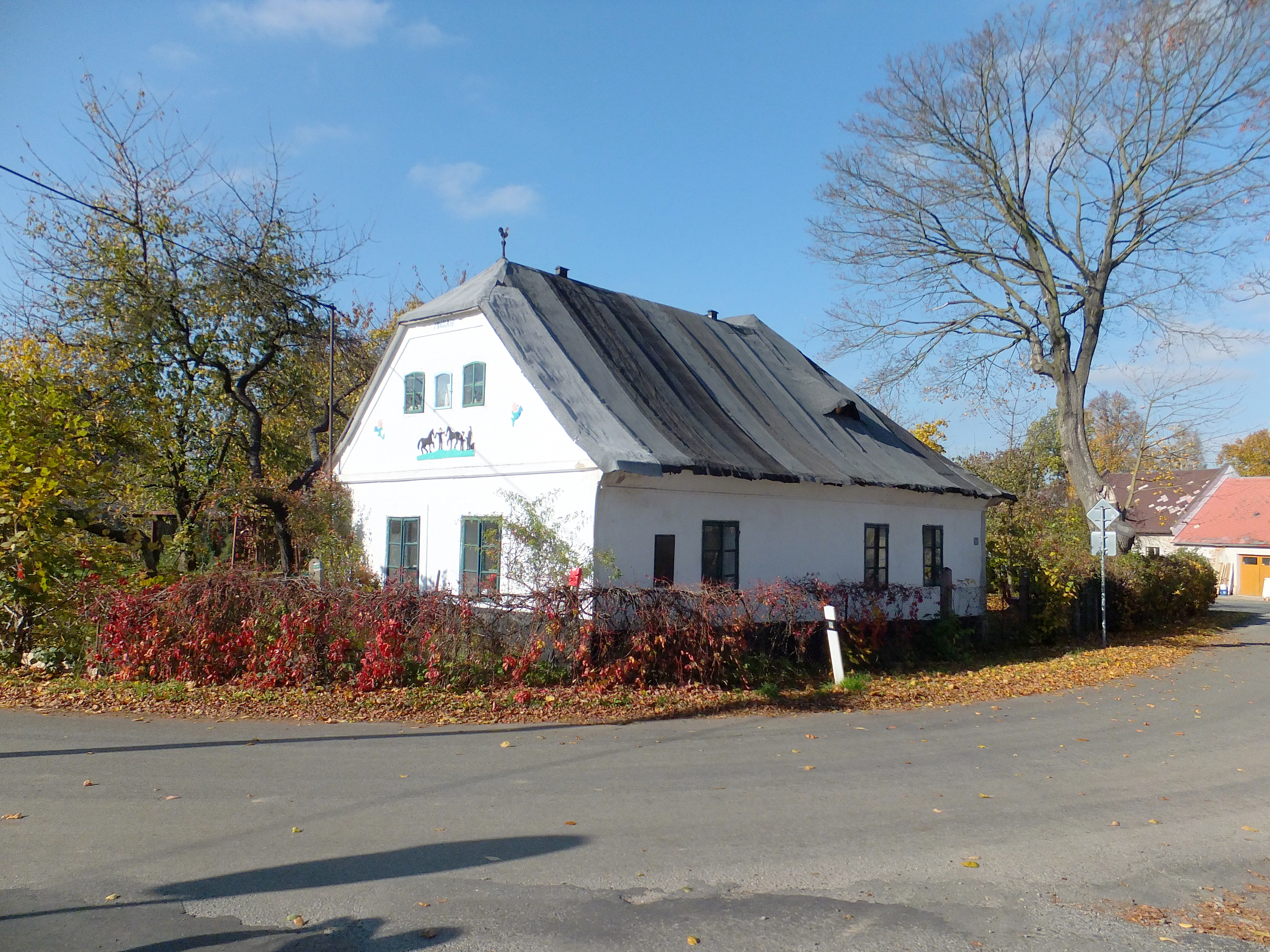
Häuser am Dorfplatz

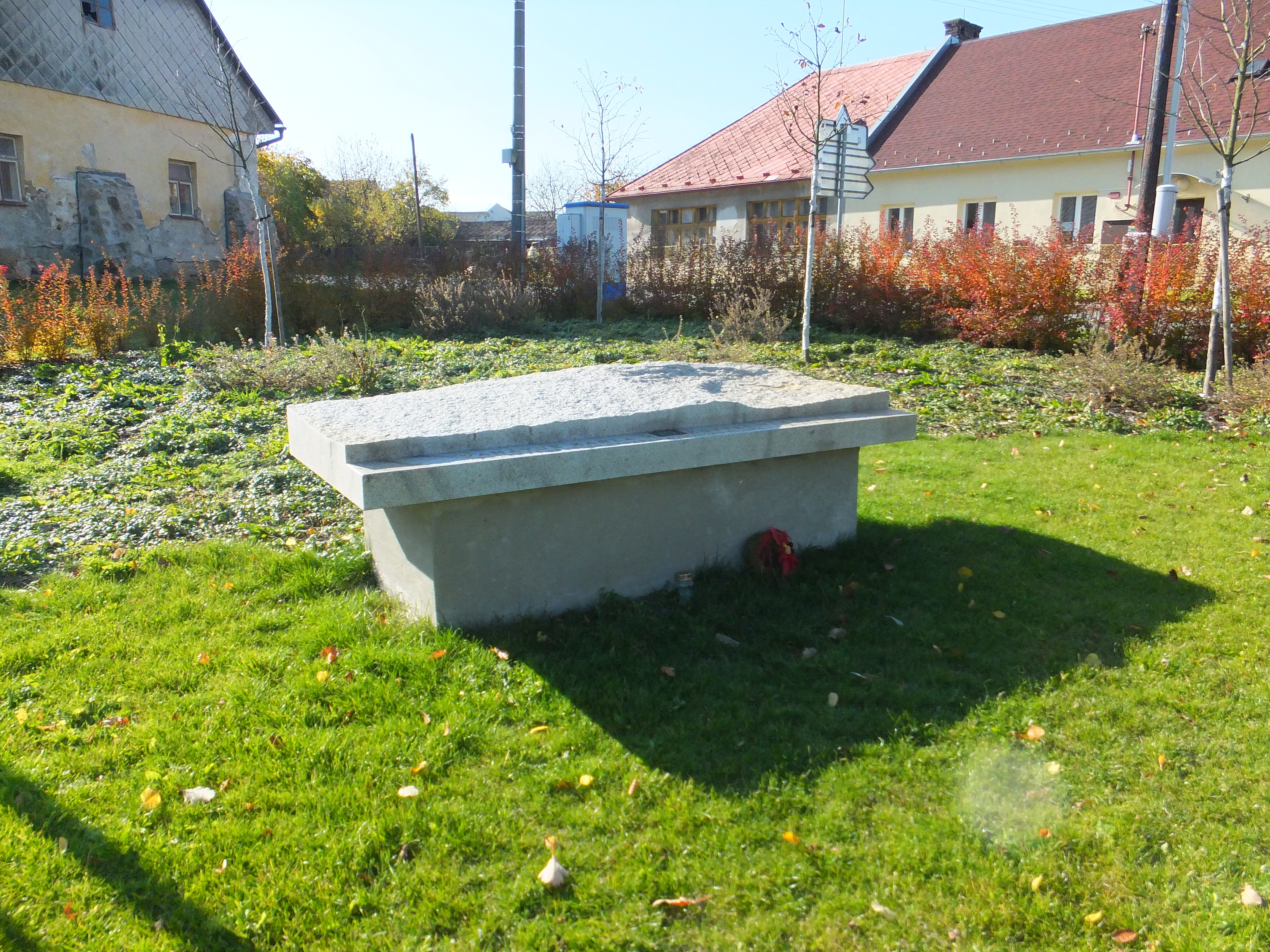
Gedenkstein für Karel Kuttelwascher

Svatý Kříž (deutsch Heiligenkreuz) ist ein Ortsteil der Stadt Havlíčkův Brod in Tschechien. Er liegt fünf Kilometer südlich des Stadtzentrums von Havlíčkův Brod und gehört zum Okres Havlíčkův Brod.

## Geographie
Svatý Kříž befindet sich auf einem Rücken zwischen den Tälern der Bäche Stříbrný potok und Lázeňský potok / Žabinec in der Hornosázavská pahorkatina (Hügelland an der oberen Sázava). Durch den Ort führt die Staatsstraße I/38 zwischen Havlíčkův Brod und Štoky. Westlich des Dorfes mündet der Lázeňský potok in den Žabinec. Am östlichen Ortsrand verläuft die Staatsstraße I/38 zwischen Havlíčkův Brod und Štoky. Südlich erhebt sich der Teclův kopec (547 m n.m.).
Nachbarorte sind U Culků, U Franů und Novotnův Dvůr im Norden, Baštínov, Ovčín und Veselých im Nordosten, Melichov und Mendlova Ves im Osten, Čistá im Südosten, Květnov und Suchá im Süden, U Kostelíka, Hladový Mlýn und Lípa  im Südwesten, Petrkov und Lázně im Westen sowie Červený Dvorek, Šmolovy, Nový Dvorek, Grodlův Mlýn und U Straků im Nordwesten.

## Geschichte
Bis ins 12. Jahrhundert war die Gegend Teil des Grenzwaldes zwischen Böhmen und Mähren, durch den hier der Haberner Steig von Habry nach Jihlava führte. Im Zuge der Besiedlung des Gebietes um Brod wurden Silbererzgänge entdeckt, die Bergleute in die Gegend lockten. Die Siedlung Heiligenkreuz wurde um 1300 durch den Deutschen Orden gegründet. An einer heilkräftigen Quelle wurde später eine Kapelle für die Bergleute errichtet. Im Jahre 1422 wurde die Siedlung von den Hussiten unter Jan Žižka zerstört und lag lange Zeit wüst.
Im 16. Jahrhundert wurde Heiligenkreuz sukzessive mit Bauern wiederbesiedelt. Die erste urkundliche Erwähnung von Heiligenkreuz  erfolgte im Jahre 1530, als Johann von Pernstein das Dorf für 1050 Schock böhmische Groschen an die Stadt Deutschbrod verkaufte. In dieser Zeit wurde auch der Silberbergbau wieder aufgenommen. Nachdem während des Dreißigjährigen Krieges die Schweden 1639 und 1645 die Stadt Deutschbrod und die Silbergruben bei Heiligenkreuz geplündert hatten, erfolgte nur noch ein schwacher Grubenbetrieb. Durch das Absaufen der Gruben kam der Silberbergbau schließlich ganz zum Erliegen. Im Jahre 1712 ließ der Deutschbroder Dechant Johann Seidl an der Stelle der von den Hussiten zerstörten Kapelle eine Filialkirche errichten. Während der Josephinischen Reformen wurde die Heiligenkreuzer Kirche zur Lokalkirche erhoben. 1787 standen in Heiligen Kreuz 14 Häuser.
Im Jahre 1840 bestand das im Caslauer Kreis an der Wiener Straße gelegene Dorf Heiligenkreuz bzw. Swatý křiž aus 18 Häusern, in denen 110 Personen lebten. Unter dem Patronat der Obrigkeit standen die Lokalkirche zur hl. Kreuzerfindung, die Lokalie und die Schule. Außerdem gab es im Ort ein Wirtshaus. Heiligenkreuz war Pfarrort für Dürre, Blumendorf (Květnov), Peterkau (Petrkov), Linden, Friedenau (Mírovka) und einen Teil der Okrauhlitzer Höfler. Bis zur Mitte des 19. Jahrhunderts blieb Heiligenkreuz der königlichen Stadt Teutschbrod untertänig.
Nach der Aufhebung der Patrimonialherrschaften bildete Heiligenkreuz / Svatý Kříž ab 1849 einen Ortsteil der Gemeinde Dürre / Suchá im Gerichtsbezirk Deutschbrod. Ab 1868 gehörte der Ort zum Bezirk Deutschbrod. 1869 hatte Heiligenkreuz 99 Einwohner und bestand aus 19 Häusern. Im Jahre 1874 wurde erfolglos versucht, den Silberbergbau wieder aufzunehmen. Im Jahre 1900 lebten in Heiligenkreuz 140 Menschen, 1910 waren es 141. Nach dem Ersten Weltkrieg  gab es in dem Dorf zwei Ausspannen und eine Schmiede, die Schule besuchten auch die Kinder aus neun umliegenden Dörfern. Jährlich wurden zwei Wallfahrten abgehalten. 1930 hatte Heiligenkreuz 165 Einwohner und bestand aus 32 Häusern. Während der deutschen Besetzung erfolgte eine Sondierung der alten Schächte. Am 30. April 1976 erfolgte die Eingemeindung nach Havlíčkův Brod. Beim Zensus von 2001 lebten in den 117 Häusern von Svatý Kříž 338 Personen. Im Jahre 2010 hatte der Ortsteil 349 Einwohner, davon lebten 273 in Svatý Kříž, 46 in Mendlova Ves und 30 in Ovčín.

## Ortsgliederung
Svatý Kříž besteht aus den Grundsiedlungseinheiten Novotného Dvůr (Novotnyhof) und Svatý Kříž (Heiligenkreuz). Zu Svatý Kříž gehören zudem die Ansiedlungen Mendlova Ves (Riedel), Ovčín (Schafstall), U Caklů und U Veselých.
Svatý Kříž ist Teil des Katastralbezirkes Suchá u Havlíčkova Brodu.

## Sehenswürdigkeiten
- Kirche zur hl. Kreuzerfindung, der einschiffige barocke Bau entstand 1712 auf den Ruinen einer Bergmannskapelle. Er ist als Kulturdenkmal geschützt.[6]
- Gedenkstein für Karel Kuttelwascher
- Bohuslav-Reynek-Lehrpfad, Reyneks Grab befindet sich auf dem Friedhof von Svatý Kříž.
- Lázně Petrkov (Bad Peterkau), ehemaliges Kurbad, westlich von Svatý Kříž

## Söhne und Töchter des Ortes
- Karel Kuttelwascher (1916–1959), tschechoslowakischer Jagdflieger in der Royal Air Force